# 孙塬镇
孙塬镇，是中华人民共和国陕西省铜川市耀州区下辖的一个乡镇级行政单位。

## 行政区划
孙塬镇下辖以下地区：
孙塬村、贺家嘴村、焦坪村、惠原村、丁家山村、石原村、文昌村、宝剑村、孝西村、孝北村和孝雷村。

## 中国传统村落
2012年，孙塬村被评为首批“中国传统村落”。